# Diabololager

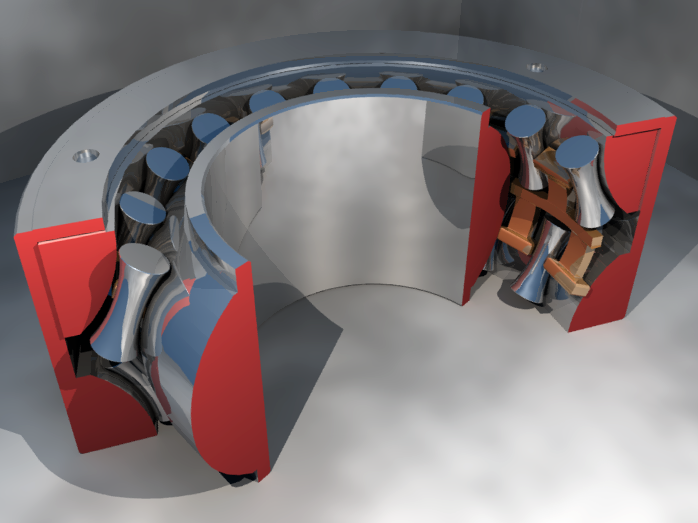
Opengewerkte tekening van een tweerijig diabololager: de diabolovormige rollichamen liggen tussen een binnenring en twee loopbanen op de samengestelde buitenring. De bronskleurige kooi houdt de lichamen op vaste onderlinge afstand

Een diabololager is een rollend lager waarbij de wrijving wordt verminderd door het gebruik van diabolo's als rollichamen.